# Juan Claudio Güell
Juan Claudio Güell y Churruca (Barcelona, 13 de abril de 1905 o 1907-Tours, 23 de abril de 1958) fue un empresario y noble español, también conocido como el conde de Ruiseñada.

## Biografía
Nació el 13 de abril de 1905 o de 1907 en Barcelona. Fue uno de los mecenas que financiaron la revista monárquica Acción Española. Tras el golpe de Estado de julio de 1936 se unió a los rebeldes; fue uno de los instigadores del plan para enrolar a Juan de Borbón al bando sublevado —junto a Francisco Moreno y Herrera (marqués de la Eliseda), Jorge Vigón y Eugenio Vegas Latapié— que marcharon en julio de 1936 a Cannes para obtener el beneplácito de su madre, la exreina Victoria Eugenia, recibiendo igualmente el plácet del exmonarca y marido de esta, Alfonso, por teléfono.
Combatiente en el bando franquista durante la guerra civil española, sería nombrado vicepresidente de la Diputación de Barcelona. Empresario con intereses en Latinoamérica y presidente de la Compañía Transatlántica, aparece como uno de los nombrados como miembros componentes del llamado Consejo de la Hispanidad por decreto 7 de enero de 1941. Fue fundador del Banco Atlántico en 1946, inversor en diversas empresas relacionadas con el petróleo y el turismo y presidente del monárquico
club Amigos de Maeztu de Madrid. Acaudilló la facción monárquica partidaria del entendimiento y pacto con el dictador Francisco Franco. Fue uno de los monárquicos, junto al conde de los Andes y al conde de Fontanar que marcharon a Estoril en julio de 1954 para tratar de convencer a Juan de Borbón de que su hijo Juan Carlos estudiara en España. Falleció el 23 de abril de 1958 en Tours, tras sobrevenirle un infarto de miocardio mientras viajaba en ferrocarril hacia la ciudad francesa.
Casado con Angustias Martos y Zabálburu, el matrimonio tuvo como hijos a Alfonso, Pilar y Juan (conde de Güell). Ostentó los títulos nobiliarios de conde de San Pedro de Ruiseñada y de iv marqués de Comillas.